# Джирофтська культура
28°48′00″ пн. ш. 57°46′00″ сх. д. / 28.8° пн. ш. 57.766667° сх. д.
Джиро́фтська культу́ра (перс. تمدن جيرفت, а також культура Галі́л-Руд) — археологічна культура раннього бронзової доби (III-I тис. до н. е.), Локалізована на території сучасних іранських остан Систан і Керман.

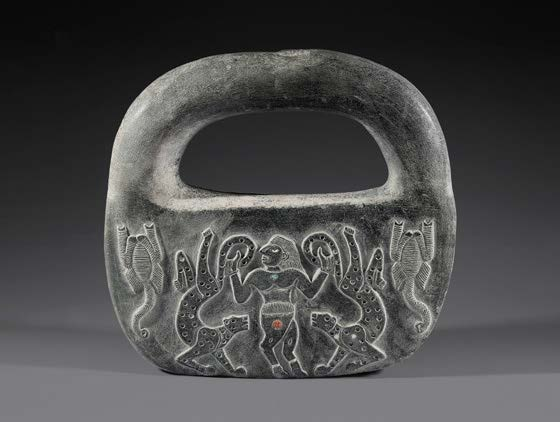
«Пан звірів» (Master of animals) із хлориту, Джірофт, поблизу Керману, 2500 до н. е., бронзовий вік I, Національний музей Ірану

Гіпотеза про існування самостійної джирофтської цивілізації була висунута на підставі колекції артефактів, конфіскованих в Ірані у «чорних археологів». Предмети, як передбачається, походили з місцевості Конар-Сандал поблизу селища Джирофт на річці Галіль в південно-центральній частині Ірану. Серед інших археологічних пам'яток, які зв'язуються з даною культурою — Шахрі-Сухте (букв. «Спалене місто»), Тепе-Бампур, Еспіедедж, Шахдад, Ібліс, Тепе-Ях'я і ряд інших.
Іранський археолог Юсуф Маджідзаде, який керував археологічними розкопками в Джирофті, першим запропонував розглядати групу подібних археологічних пам'яток як «самостійну цивілізацію бронзової доби зі своєю власною архітектурою і мовою», яка займала проміжне географічне положення між Еламом на заході й Харапською державою на сході. Маджідзаде припускав, що джирофтська культура могла згадуватися в шумерських текстах царством Аратта, яке змагалося з Уруком.
Ряд дослідників скептично поставились до гіпотез Маджідзаде. Відповідно до альтернативної гіпотези (Даніель Поттс, Петро Штайнкеллер), джирофтська культура пов'язана із загадковим містом-державою Мархаші, яке, згідно з документами тієї епохи, перебувало на схід від Еламу.

## Відкриття та розкопки
Важливі розкопки в провінції Керман провели групи під керівництвом професора Джозефа Колдуелла з Музею штату Іллінойс в 1966 р (Таль-і-Ібліс) і Чарльза Ламберг-Карловські з Гарвардського університету в 1967 (Тепе-Яхья, долина Сога, Долатабаді).
Багато артефактів, які пізніше були пов'язані із Джирофтом, були конфісковані у «чорних копачів» — місцевих селян, які грабували археологічні пам'ятники в Джирофті до 2001 року, коли команда іранських археологів під керівництвом Юсуфа Маджідзаде почала тут систематичні розкопки. Археологи виявили на площі понад 2 км² залишки міста, датованого як мінімум кінцем 3 тис. до н. е.
Здобуті розкрадачами могил артефакти, а також кілька посудин, виявлених в ході розкопок, мають відношення до так званого «міжкультурного типу» кераміки, відомому в Месопотамії й на Іранському плато, а також з розкопок 1960-х рр. в прилеглому Тепе-Ягія.

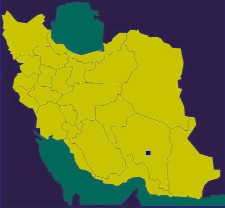
Географічне місце Джирофта в Ірані

Гіпотеза про «джирофтську цивілізацію» не є загальноприйнятою. Археолог Оскар Мускарелла з Метрополітен-музею вважає, що археологи поспішили із сенсаційними заявами, в той час, як результати розкопок публікуються із затримками. Також, на думку Мускарелли, віднесення нижніх стратиграфічних шарів до 4 тис. до н.  е. надмірно оптимістично. Попри зазначену критику, Мускарелла визнає важливість відкритого пам'ятника.
У ході археологічних розкопок було виявлено безліч предметів домашнього начиння високохудожнього виконання, що свідчило про існування високорозвиненої цивілізації. Поруч із селищем Тепе-Ягія також був виявлений один з ремісничих центрів цивілізації Джирофту. Відомі вченим археологічні шари цивілізації розташовуються приблизно на 400 м² території. Точних даних про походження цієї цивілізації немає, існує лише припущення про вплив Джирофтської цивілізації на так звану Бактрійско-Маргіанску культуру, що виникла пізніше і розташовувалася на північ від передбачуваного знаходження Джирофтської цивілізації.
На думку Маджідзаде, геофізичні дані французьких дослідників говорять про існування в регіоні як мінімум 10 історичних та археологічних періодів, що належать до різних культур. Нижні стратиграфічні шари знаходяться на глибині до 11 метрів під землею.

## Конар-Сандал (типовий пам'ятник)
Типовий пам'ятник Джирофтської культури, Конар-Сандал, знаходиться у двох тепе заввишки 13 і 21 метр, і розташований 28°30′ пн. ш. 57°48′ сх. д. / 28.5° пн. ш. 57.8° сх. д. 28°30′ пн. ш. 57°48′ сх. д. / 28.5° пн. ш. 57.8° сх. д. На другому пагорбі виявлена двоповерхова цитадель з підставою близько 13,5 га.

## Ймовірна писемність
За твердженнями Маджідзаде, він виявив написи джирофтської культури, виконані письмом, що нагадує еламське лінійне письмо і датується близько 22 ст. до н. е.  Повідомлення Маджідзаде було зустрінуте зі скептицизмом; так, Лолер (Lawler, 2007) цитує Якоба Даля (Jacob Dahl), фахівця з давніх текстів з Берлінського вільного університету, який вважає знайдені написи підробленими.

## Джирофт та Аратта
На думку іранського історика Джаханшаха Дерахшані (рід. 1944), країна Аратта, згадувана в шумерських джерелах, перебувала на сході Іранського плато, і її населяли стародавні арії, відомі як Aratti або Artaioi. Близько 1000 р. до н. е. Аратти нібито переселилися на південний захід в Персію (нині провінція Фарс) і стали прямими предками персів, а також парфян, бактрійців і арахозійців. Дерахшані посилається на Геродота, згідно з яким, парфяни також називалися Artaioi = Artaians, і на Гелланіка Лесбоського, який описував їх як мешканців перського регіону Artaia. Греки називали мешканців регіону Барігаза Arattii, Arachosi й Gandaraei - цей народ був підкорений войовничими бактрійцями.

## Палеогенетика
У зразка I8728 (2600—2500 років до н. е.) З Шахрі-Сухте визначена Y-хромосомна гаплогрупа J2a1a-L26.